# Medvode
Medvode je město a správní středisko stejnojmenné občiny ve Slovinsku ve Středoslovinském regionu. Nachází se u ústí řeky Sory do Sávy, asi 11 km severozápadně od Lublaně. V roce 2019 zde trvale žilo 5 380 obyvatel.
Městem procházejí silnice 210, 211 a 413. Sousedními městy jsou Kamnik, Kranj, Lublaň, Mengeš a Škofja Loka.